# Jay Chamberlain
Jay Chamberlain (Los Angeles, Kalifornia, 1925. december 29. – Tucson, Arizona, 2001. augusztus 1.) amerikai autóversenyző.

## Pályafutása
1957-ben és 1958-ban rajthoz állt a Le Mans-i 24 órás versenyen. Az 1957-es futamon honfitársával, Herbert MacKay-Fraser-el megnyerte az S1100-as kategóriát.
1962-ben három világbajnoki Formula–1-es nagydíjon vett részt. Első versenyén, Nagy-Britanniában a tizenötödik helyen zárt. Az ezt követő két futamon, a német és az olasz versenyen már nem futotta meg a futamon való induláshoz szükséges limitet. Ezentúl több, a világbajnokság keretein túl rendezett Formula–1-es versenyen is szerepelt pályafutása alatt.

## Eredményei

### Teljes Formula–1-es eredménylistája
(Táblázat értelmezése)

(Félkövér: pole-pozícióból indult; dőlt: leggyorsabb kört futott) 

| Év   | Csapat           | Modell   | Motor             | 1   | 2   | 3   | 4   | 5      | 6      | 7      | 8   | 9   | Helyezés | Pont |
| ---- | ---------------- | -------- | ----------------- | --- | --- | --- | --- | ------ | ------ | ------ | --- | --- | -------- | ---- |
| 1962 | Ecurie Excelsior | Lotus 18 | Climax Straight-4 | NED | MON | BEL | FRA | GBR 15 | GER Nk | ITA Nk | USA | RSA | -        | 0    |

### Le Mans-i 24 órás autóverseny
| Év   | Csapat                 | Autó       | Csapattárs            | Helyezés |
| ---- | ---------------------- | ---------- | --------------------- | -------- |
| 1957 | Lotus Engineering      | Lotus 11   | Herbert MacKay-Fraser | 9.       |
| 1958 | Team Lotus Engineering | Lotus Mk15 | Pete Lovely           | Kiesett  |